# Banooru, Nanjangud
Banooru là một làng thuộc tehsil Nanjangud, huyện Mysore, bang Karnataka, Ấn Độ.